# Temelucha electella
Temelucha electella är en stekelart som beskrevs av Dasch 1979. Temelucha electella ingår i släktet Temelucha och familjen brokparasitsteklar. Inga underarter finns listade i Catalogue of Life.